# Børge Møller Grimstrup
Børge Møller Grimstrup (15. februar 1906 i Timring – 30. oktober 1972) var en dansk skuespiller.
Debuterede i 1945 på Frederiksberg Teater.
Var oprindelig uddannet mejerist.

## Udvalgt filmografi
- My name is Petersen – 1947
- For frihed og ret – 1949
- Smedestræde 4 – 1950
- Far til fire i byen – 1956
- Charles' tante – 1959
- Landsbylægen – 1961
- Når enden er go' – 1964
- Mor bag rattet – 1965
- Det er så synd for farmand – 1968
- Olsen-bandens store kup – 1972